# Öretjärnen (Transtrands socken, Dalarna)
Öretjärnen är en sjö i Malung-Sälens kommun i Dalarna och ingår i Dalälvens huvudavrinningsområde.